# NGC 777
NGC 777 (другие обозначения — UGC 1476, MCG 5-5-38, ZWG 503.67, PGC 7584) — эллиптическая галактика (E1) в созвездии Треугольника. Открыта Уильямом Гершелем в 1784 году. Описание Дрейера: «довольно яркий, довольно крупный объект круглой формы, немного более яркий в середине».
Этот объект входит в число перечисленных в оригинальной редакции «Нового общего каталога».
Галактика NGC 777 входит в состав группы галактик NGC 777. Помимо NGC 777 в группу также входят ещё 12 галактик.
При наблюдениях с любительским телескопом на фотографиях NGC 777 видна как эллиптическая галактика с ярким ядром и обширной внешней оболочкой, вытянутой в направлении с юго-юго-востока на северо-северо-запад. Галактика-компаньон NGC 778 находится в 7,0 минутах к югу. При визуальных наблюдениях галактика видна как умеренно яркий, маленький, круглый, хорошо концентрированный объект с чётко очерченными краями. Она образует треугольник с двумя относительно яркими (9-й звёздной величины) звёздами поля на юге. К югу от них видна NGC 778 как  тусклый, круглый, сконцентрированный объект с чёткими краями. Радиальная скорость: 5137 км/с. Расстояние: 230 млн световых лет. Диаметр: 167 000 световых лет.